# 愛知県道288号豊田安城自転車道線

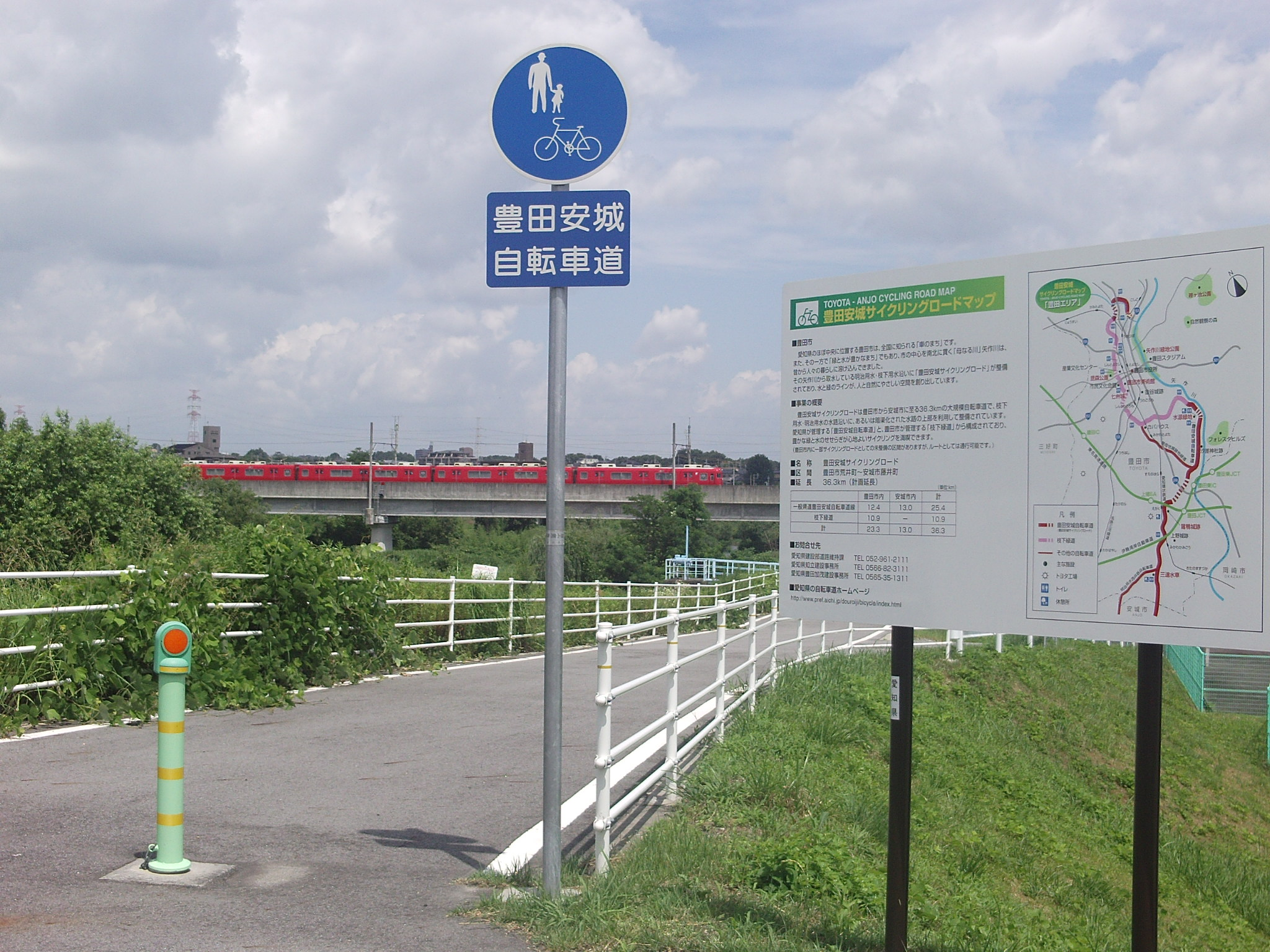
豊田市にある起点。国道153号の荒井橋の東（豊田市荒井町元屋敷）に起点がある。

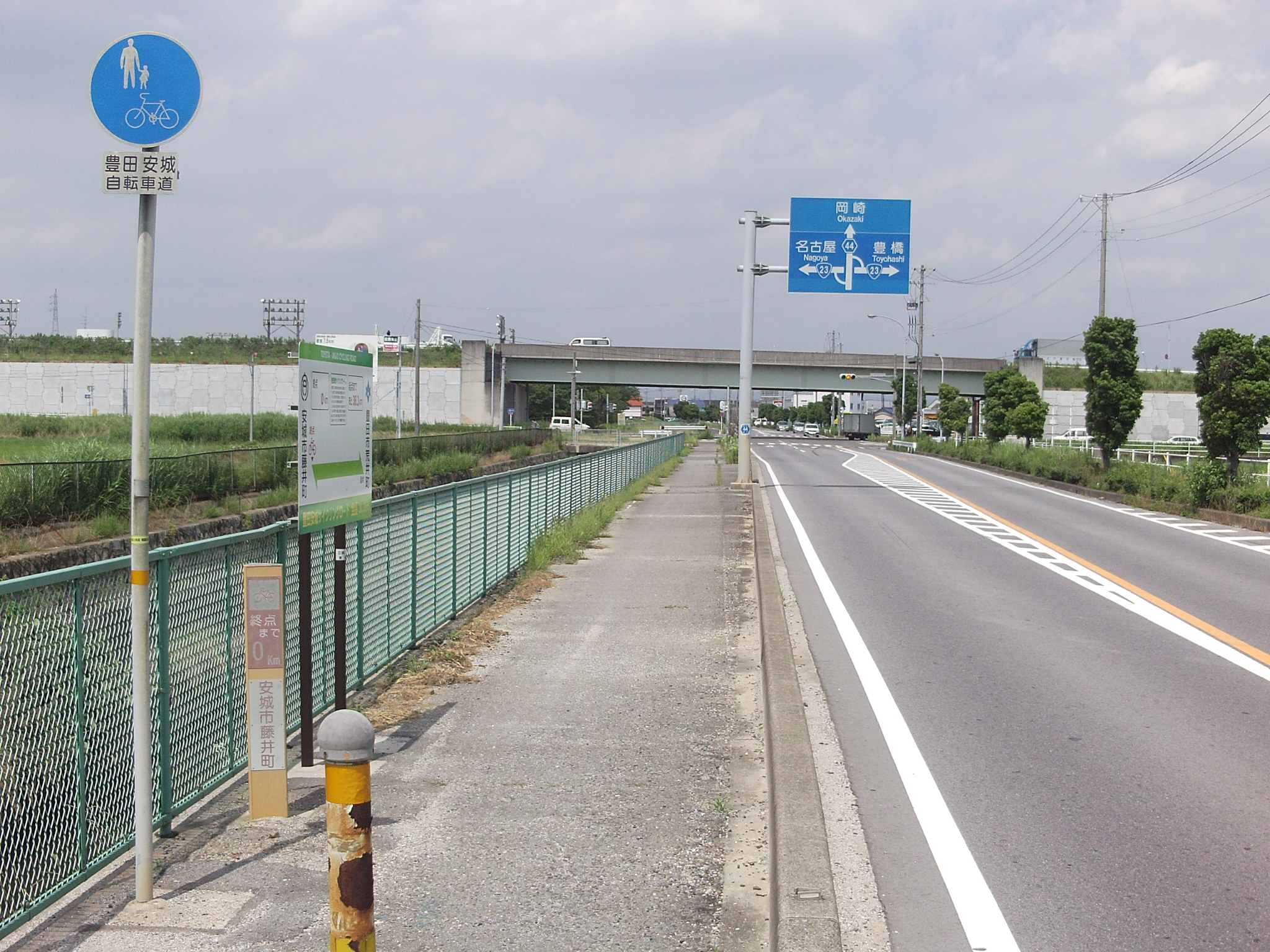
安城市にある終点。国道23号岡崎バイパス藤井インターチェンジの南東。自転車歩行者道部分が本県道。右車道部分は愛知県道44号岡崎西尾線。

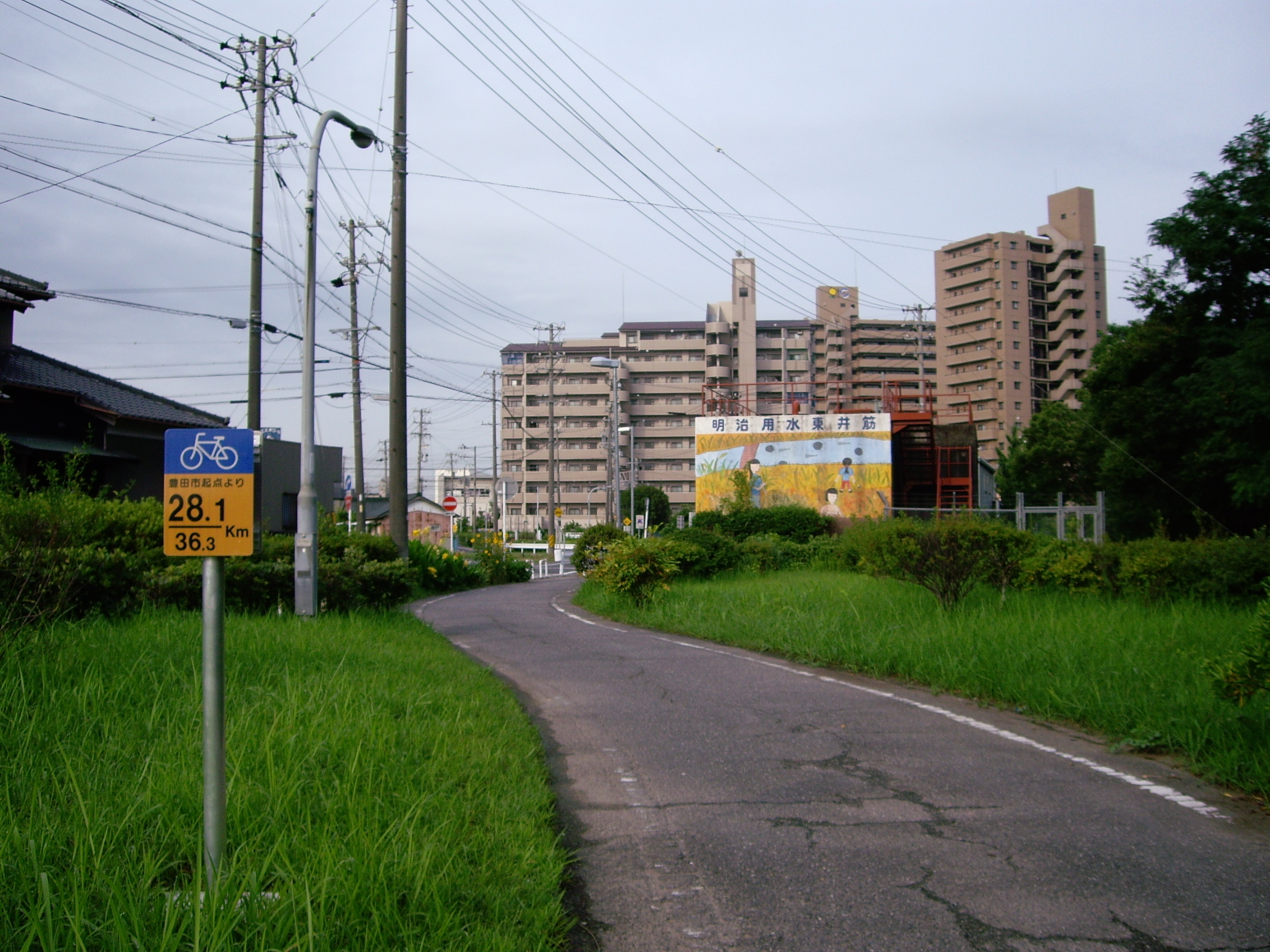
愛知県道288号豊田安城自転車道線（安城市大東町）

愛知県道288号豊田安城自転車道線（あいちけんどう288ごう とよたあんじょうじてんしゃどうせん）は、愛知県豊田市荒井町と安城市藤井町を結ぶ愛知県の一般県道であり、豊田安城サイクリングロードの愛称で呼ばれる自転車道である。

## 概要
明治用水を暗渠化し整備したもので、1975年（昭和50年）に、県道豊田安城自転車道線を認定。その由来から、水源公園や三連水車をはじめ、沿線各公園でも水路が整備されていたり開渠の用水沿いを走ることも多い「水の道」である。
安城市内は安城市役所の真横を通過するなど市街地を貫き、幹線道路や線路をアンダーパスで通過する箇所も多いなど非常によく整備されている。沿線に公共施設や商業施設が多いこともあり、住民の生活道路としても至便である。一方で豊田市内は北部で名鉄豊田市駅および愛知環状鉄道新豊田駅の付近という市中心部に近いところを通過するものの、それ以外は田園地帯や住宅街、さらには水源公園付近など自然豊かな場所といった市街地以外を通る箇所が多く、踏切はないものの自動車道と平面交差する（横断歩道で渡る）箇所が安城市内に比して多い。また豊田市内に未整備区間が点在するため、全線はつながっていない。
豊田市内には名鉄挙母線の廃線跡を利用した挙母線跡地緑道がバイパス状に並走する区間があるほか、豊田市広美町で分岐する明治用水西井筋自転車道が知立市方面へ延びる。安城市内でも浜屋町から分岐する西高根用水自転車道、さらに池浦町から分岐する明治用水中井筋自転車道が存在し、後者はJR三河安城駅まで到達する。

### 路線データ
- 起点：愛知県豊田市荒井町
- 終点：愛知県安城市藤井町
- 総延長：36.3km

## 歴史
- 1975年3月10日：認定
- 1975年 着手
- 2005年 32.2kmについて整備済

## 通過する自治体
- 愛知県
  - 豊田市
  - 安城市

## 主な接続路線
- 愛知県道230号鴛鴨安城線
- 愛知県道239号岡崎豊明線
- 愛知県道56号名古屋岡崎線
- 国道1号
- 愛知県道76号豊田安城線
- 愛知県道47号岡崎半田線
- 愛知県道48号岡崎刈谷線
- 愛知県道45号安城碧南線
- 愛知県道292号幸田石井線
- 愛知県道44号岡崎西尾線
- 国道23号

## 沿線の観光名所・施設
- 平芝公園
- 毘森公園
- 豊田市美術館
- カバハウス（コミュニティセンター）
- 水源公園
- 三連水車（明治緑道水車公園）
- 明治川神社
- ニトリ　安城店
- 安城総合運動公園
- ららぽーと安城 （2025年4月18日開業予定）
- 安城公園（安城市役所）
- 安城更生病院

## 別名
- 豊田安城サイクリングロード（豊田市、安城市）